# Natação no Campeonato Europeu de Esportes Aquáticos de 2016 - 100 m borboleta feminino
A prova dos 100 metros borboleta feminino da natação no Campeonato Europeu de Esportes Aquáticos de 2016 ocorreu nos dias 19 e 20 de maio em Londres, no Reino Unido. 

## Calendário
| Fase          | Data       | Hora  |
| ------------- | ---------- | ----- |
| Eliminatórias | 19 de maio | 10:41 |
| Semifinal     | 19 de maio | 18:30 |
| Final         | 20 de maio | 19:18 |

Todos os horários estão no horário local (UTC+0)

## Recordes
Antes desta competição, os recordes eram os seguintes:
| Recorde mundial       | Sarah Sjöström   | 55.64 | Cazã   | 3 de agosto de 2015  |
| Recorde europeu       | Sarah Sjöström   | 55.64 | Cazã   | 3 de agosto de 2015  |
| Recorde do campeonato | Jeanette Ottesen | 56.51 | Berlim | 22 de agosto de 2014 |

Os seguintes novos recordes foram estabelecidos durante esta competição. 
| Data       | Prova     | Nadadora       | Nacionalidade | Tempo | Recordes              |
| ---------- | --------- | -------------- | ------------- | ----- | --------------------- |
| 19 de maio | Semifinal | Sarah Sjöström | Suécia        | 56.12 | Recorde do campeonato |
| 20 de maio | Final     | Sarah Sjöström | Suécia        | 55.89 | Recorde do campeonato |

## Medalhistas
| Ouro                 | Prata                  | Bronze               |
| Sarah Sjöström (SWE) | Jeanette Ottesen (DEN) | Ilaria Bianchi (ITA) |

## Resultados

### Eliminatórias
Esses foram os resultados das eliminatórias. 
| Pos. | Bateria | Raia | Nadadora               | Nacionalidade        | Tempo   | Notas |
| ---- | ------- | ---- | ---------------------- | -------------------- | ------- | ----- |
| 1    | 5       | 4    | Sarah Sjöström         | Suécia               | 57.20   | Q     |
| 2    | 4       | 4    | Jeanette Ottesen       | Dinamarca            | 57.86   | Q     |
| 3    | 3       | 3    | Ilaria Bianchi         | Itália               | 58.34   | Q     |
| 4    | 5       | 3    | Kimberly Buys          | Bélgica              | 58.47   | Q     |
| 5    | 5       | 6    | Liliána Szilágyi       | Hungria              | 58.55   | Q     |
| 6    | 4       | 5    | Anna Ntountounaki      | Grécia               | 58.62   | Q     |
| 7    | 3       | 3    | Lucie Svěcená          | Chéquia              | 58.83   | Q     |
| 8    | 4       | 3    | Katarína Listopadová   | Eslováquia           | 58.99   | Q     |
| 9    | 5       | 1    | Danielle Villars       | Suíça                | 59.05   | Q     |
| 10   | 3       | 5    | Marie Wattel           | França               | 59.15   | Q     |
| 11   | 4       | 6    | Silvia Di Pietro       | Itália               | 59.16   | Q     |
| 12   | 4       | 7    | Emilie Beckmann        | Dinamarca            | 59.26   | Q     |
| 13   | 3       | 1    | Laura Stephens         | Reino Unido          | 59.27   | Q     |
| 14   | 4       | 1    | Judit Ignacio Sorribes | Espanha              | 59.56   | Q     |
| 15   | 3       | 6    | Kristel Vourna         | Grécia               | 59.63   | Q     |
| 16   | 1       | 3    | Darya Stepanyuk        | Ucrânia              | 59.83   | Q     |
| 17   | 5       | 5    | Louise Hansson         | Suécia               | 59.85   |       |
| 18   | 3       | 7    | Keren Siebner          | Israel               | 59.96   |       |
| 19   | 5       | 8    | Amit Ivry              | Israel               | 1:00.15 |       |
| 20   | 3       | 2    | Emilia Pikkarainen     | Finlândia            | 1:00.17 |       |
| 21   | 4       | 2    | Svenja Stoffel         | Suíça                | 1:00.20 |       |
| 22   | 5       | 0    | Nastja Govejšek        | Eslovênia            | 1:00.31 |       |
| 23   | 2       | 3    | Bryndis Hansen         | Islândia             | 1:00.33 |       |
| 24   | 4       | 0    | Barbora Mišendová      | Eslováquia           | 1:00.45 |       |
| 25   | 2       | 5    | Lisa Höpink            | Alemanha             | 1:00.49 |       |
| 26   | 2       | 6    | Kim Busch              | Países Baixos        | 1:00.64 |       |
| 27   | 2       | 2    | Ana Monteiro           | Portugal             | 1:00.65 |       |
| 28   | 2       | 8    | Nida Üstündağ          | Turquia              | 1:00.74 |       |
| 29   | 5       | 9    | Dobromira Ivanova      | Bulgária             | 1:00.96 |       |
| 30   | 2       | 0    | Amina Kajtaz           | Bósnia e Herzegovina | 1:01.21 |       |
| 31   | 4       | 8    | Sasha Touretski        | Suíça                | 1:01.22 |       |
| 32   | 4       | 9    | Gizem Bozkurt          | Turquia              | 1:01.25 |       |
| 33   | 1       | 4    | Margaret Markvardt     | Estónia              | 1:01.40 |       |
| 34   | 3       | 9    | Julia Mrozinski        | Alemanha             | 1:01.84 |       |
| 35   | 2       | 4    | Fanny Teijonsalo       | Finlândia            | 1:02.14 |       |
| 36   | 2       | 7    | Alessia Polieri        | Itália               | 1:02.92 |       |
| 37   | 1       | 5    | Noel Borshi            | Albânia              | 1:04.67 |       |
| 38   | 2       | 1    | Tanja Kylliaeinen      | Finlândia            | DNS     |       |
| 38   | 3       | 0    | Birgit Koschischek     | Áustria              | DNS     |       |
| 38   | 3       | 8    | Maria Ugolkova         | Suíça                | DNS     |       |
| 38   | 5       | 2    | Katinka Hosszú         | Hungria              | DNS     |       |
| 38   | 5       | 7    | Evelyn Verrasztó       | Hungria              | DNS     |       |

### Semifinal
Esses foram os resultados das semifinais. 
Semifinal 1
| Pos. | Raia | Nadadora               | Nacionalidade | Tempo | Notas |
| ---- | ---- | ---------------------- | ------------- | ----- | ----- |
| 1    | 4    | Jeanette Ottesen       | Dinamarca     | 57.38 | Q     |
| 2    | 3    | Anna Ntountounaki      | Grécia        | 58.58 | Q     |
| 3    | 5    | Kimberly Buys          | Bélgica       | 58.71 | Q     |
| 4    | 1    | Judit Ignacio Sorribes | Espanha       | 58.73 | Q     |
| 5    | 6    | Katarína Listopadová   | Eslováquia    | 58.90 |       |
| 6    | 7    | Emilie Beckmann        | Dinamarca     | 59.07 |       |
| 7    | 2    | Marie Wattel           | França        | 59.27 |       |
| 8    | 8    | Darya Stepanyuk        | Ucrânia       | 59.67 |       |

Semifinal 2
| Pos. | Raia | Nadadora         | Nacionalidade | Tempo | Notas |
| ---- | ---- | ---------------- | ------------- | ----- | ----- |
| 1    | 4    | Sarah Sjöström   | Suécia        | 56.12 | Q,    |
| 2    | 5    | Ilaria Bianchi   | Itália        | 57.47 | Q     |
| 3    | 3    | Liliána Szilágyi | Hungria       | 57.83 | Q     |
| 4    | 6    | Lucie Svěcená    | Chéquia       | 58.71 | Q     |
| 5    | 1    | Laura Stephens   | Reino Unido   | 58.84 |       |
| 6    | 7    | Silvia Di Pietro | Itália        | 58.99 |       |
| 7    | 8    | Kristel Vourna   | Grécia        | 59.19 |       |
| 8    | 2    | Danielle Villars | Suíça         | 59.26 |       |

### Final
Esse foi o resultado da final. 
| Pos.              | Raia | Nadadora               | Nacionalidade | Tempo | Notas                 |
| ----------------- | ---- | ---------------------- | ------------- | ----- | --------------------- |
| Medalha de ouro   | 4    | Sarah Sjöström         | Suécia        | 55.89 | Recorde do campeonato |
| Medalha de prata  | 5    | Jeanette Ottesen       | Dinamarca     | 56.83 |                       |
| Medalha de bronze | 3    | Ilaria Bianchi         | Itália        | 57.52 |                       |
| 4                 | 6    | Liliána Szilágyi       | Hungria       | 57.54 |                       |
| 5                 | 1    | Kimberly Buys          | Bélgica       | 58.48 |                       |
| 6                 | 2    | Anna Ntountounaki      | Grécia        | 58.86 |                       |
| 7                 | 8    | Judit Ignacio Sorribes | Espanha       | 59.02 |                       |
| 8                 | 7    | Lucie Svěcená          | Chéquia       | 59.06 |                       |

Legenda
| Recorde mundial       | Recorde mundial (World record)               |                       | Recorde africano                      | Recorde africano (African) |                                           | Q | Classificado por posição (Qualified) |
| Recorde do campeonato | Recorde do campeonato (Championship record)  | Recorde da América    | Recorde da América (Americas)         | q                          | Classificado por melhor tempo (Qualified) |   |                                      |
| Melhor marca do ano   | Melhor marca do ano (World leading)          | Recorde asiático      | Recorde asiático (Asian)              | DNS                        | Não largou (Did not start)                |   |                                      |
| Recorde nacional      | Recorde nacional (National record)           | Recorde europeu       | Recorde europeu (European)            | DNF                        | Não terminou (Did not finish)             |   |                                      |
| Recorde pessoal       | Recorde pessoal do atleta (Personal best)    | Recorde da Oceania    | Recorde da Oceania (Oceania)          | DSQ / DQ                   | Desclassificado (Disqualified)            |   |                                      |
| Recorde da temporada  | Recorde da temporada do atleta (Season best) | Recorde sul-americano | Recorde sul-americano (South America) | NM                         | Sem marca (No mark)                       |   |                                      |